# Astragalus agrestis
Astragalus agrestis es una especie de planta herbácea perteneciente a la familia de las leguminosas.  Es nativa de gran parte del oeste y el norte de América del Norte desde Canadá hasta el suroeste de los Estados Unidos, así como el este de Asia. Crece en áreas húmedas tales como prados, y se encuentra a menudo entre la artemisa.

## Descripción
Esta es una hierba perennifolia que crece con un delgado tallo robusto, desde un caudex subterráneo. Se apoya o crece en posición vertical hasta una altura máxima de cerca de 30 centímetros. El tallo es más o menos peludo. Las hojas están dispuestas alternativamente y miden hasta 10 centímetros de largo y están compuestas por varios pares de folíolos de hasta 2 centímetros de largo cada uno. Son ovales a lanceoladas y pueden tener muescas. La inflorescencia se produce en forma de racimo oval con flores de color blanco, tintados de púrpura o rosado. Cada flor tiene hasta 2 centímetros de largo.
El fruto es una cápsula leguminosa de forma ovalada, de hasta un centímetro de largo. Es de color oscuro con pelos blancos y al secarse tiene una textura parecida al papel.

## Taxonomía
Astragalus agrestis fue descrita por Dougl. ex G.Don y publicado en A General History of the Dichlamydeous Plants 2: 258. 1832.
Etimología
Astragalus: nombre genérico derivado del griego clásico άστράγαλος y luego del Latín astrăgălus aplicado ya en la antigüedad, entre otras cosas, a algunas plantas de la familia Fabaceae, debido a la forma cúbica de sus semillas parecidas a un hueso del pie.
agrestis: epíteto latino que significa "rústico, del campo".
Sinonimia
- Astragalus dasyglottis DC.
- Astragalus goniatus Nutt.
- Astragalus hypoglottis var. bracteatus Osterh.
- Astragalus hypoglottis var. dasyglottis (DC.) Ledeb.
- Astragalus hypoglottis var. polyspermus Torr. & A.Gray
- Astragalus tarletonis Rydb.
- Astragalus virgultulus E.Sheld.[4]